# Баумголд (алмаз)
«Баумголд» (англ. Baumgold, Baumhold) — один з найбільших у світі алмазів вагою 609,25 карата, видобутий на копальні «Ягерсфонтейн» (Південна Африка) в 1923 році. З алмазу Баумголд було виготовлено 14 діамантів: 2 найбільших з них — грушоподібні діаманти Baumgold по 50 карат і 12 дрібніших. Місцезнаходження діамантів невідоме.